# Yoff
Ne doit pas être confondu avec Grand Yoff ou Yoff (île).
Yoff est la plus étendue des 19 communes d'arrondissement de Dakar (Sénégal). Située au nord-ouest de la capitale, elle fait partie de l'arrondissement des Almadies.

## Géographie

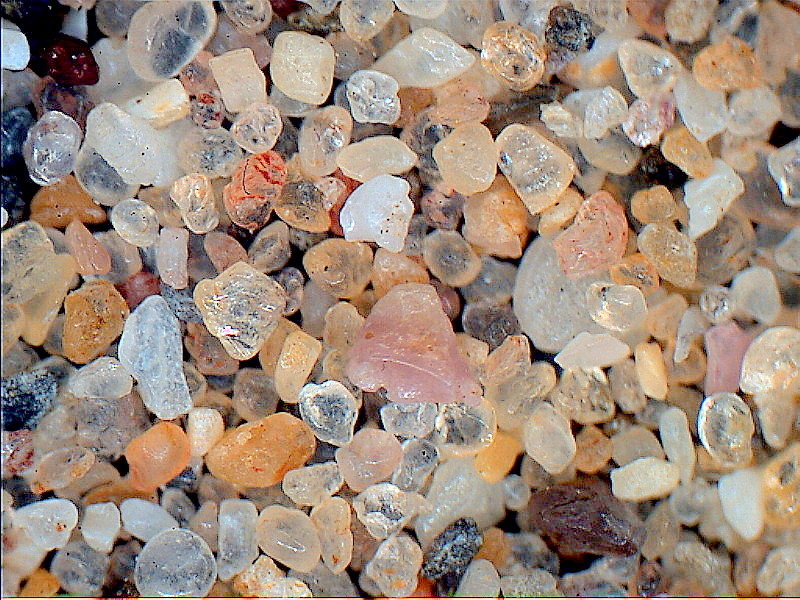
Sable de Yoff au microscope

Située à la pointe nord-ouest de la région de Dakar, Yoff est situé à l'extrémité ouest de la presqu'île du Cap-Vert. Elle est entourée à l'ouest par la commune d'arrondissement de Ngor, au nord par l'Océan Atlantique, au sud par l'aéroport international de Dakar-Léopold Sédar Senghor et la commune d'arrondissement de Ouakam,et l'est par les communes des Parcelles Assainies, Patte d'Oie et Grand-Yoff.

## Histoire
À l'origine Yoff était un petit village de pêcheurs lébous, les premiers habitants de la presqu'île du Cap-Vert, Yoff a été fondé en 1432 et s'appelait alors Mbohéhe.
A la fin du XIXe siècle, Yoff est le point d'atterrissage des câbles télégraphiques transatlantiques au Sénégal. En 1885, la Spanish Submarine Telegraph Company dans le cadre de la convention franco-espagnole du 2 mai 1884 pose le câble reliant Cadix (Espagne) à Yoff (Sénégal) en passant par Tenerife (Canaries) et Saint-Louis. En 1892  un câble reliant Dakar à Recife (Brésil) est déployé par la South American Cable Company. Enfin en 1905, l'administration des Postes, Télégraphes et Téléphones commande un câble, allant de Brest-Minou à Dakar-Yoff, à la Société Industrielle des Téléphones (SIT). Il est posé en quatre expéditions successives par le câblier François Arago. Ce câble rend indépendant les communications françaises par rapport aux espagnols et aux britanniques. Il permet de communiquer avec l'Afrique de l'Ouest et l'Amérique du Sud. En 1945, il est dérouté sur la station de Brest-Déolen. Il est fermé en 1961.

## Administration

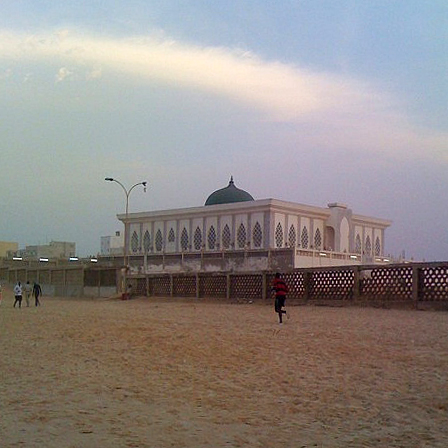
Mausolée de Limamou Laye

Situation de Yoff

Yoff est la 16e commune d'arrondissement de la capitale. Elle fait partie de l'arrondissement des Almadies, une subdivision du département de Dakar de la région de Dakar.
La ville bénéficie d'une autonomie particulière. Il n'y a pas de police gouvernementale et, apparemment de délits, voire le plus faible taux d'insécurité de toutes les communes de Dakar.
On trouve l'explication de cette autonomie dans l'existence d'organes comme les Ferey Yoff, l'Assemblée des Diambours et les Maggui Yoff qui, avec le Jaraaf, le Saltigué et le Ndey-Ji-Rew, assurent principalement l'administration de Yoff.
La confrérie layène – une communauté musulmane implantée dans le quartier Yoff Layène où elle est née – régit aussi de nombreux aspects de la vie locale et le grand mausolée de Seydina Limamou Laye, le fondateur de la confrérie, constitue un lieu de pèlerinage particulièrement révéré.
| Période     | Identité                | Parti | Coalition        |
| ----------- | ----------------------- | ----- | ---------------- |
| 1996 - 2001 | Seydina Issa Ndiaye     |       |                  |
| 2002 - 2009 | Mamadou Diop            | PS    |                  |
| 2009 - 2014 | Oumou Khaïry Guèye Seck | PDS   | Sopi 2009        |
| 2014 - 2022 | Abdoulaye Diouf Sarr    | APR   | Benno Bok Yakaar |
| depuis 2022 | Seydina Issa Laye Sambe |       | Yewwi Askan Wi   |

## Population et quartiers
En 1994, la population de Yoff était évaluée à 46 000 habitants avec une répartition équilibrée entre hommes et femmes. 60 % des habitants avaient moins de 25 ans alors que les personnes de plus de 60 ans étaient évalués à 5 % de la population totale.
Grâce au phénomène d'urbanisation et d'exode rural touchant Dakar et un rythme de progression annuel de 2,7 %, l'essor de Yoff a été rapide.
Lors du recensement de 2002, le nombre d'habitants s'élevait à 53 035. Selon les estimations officielles, la population compterait 59 675 personnes en 2007.
Avec Yoff Ngaparou, Ndeungangne, Ndenatte, Dagoudane, Mbenguenne et Tonghor, ce sont les quartiers où se sont implantés les Lébous pour la première fois et où se situe le cœur de l'économie yoffoise avec de très nombreuses entreprises de pêche et de vente et transformation du poisson.
Le quartier aisé de Yoff Tonghor, s'étend jusqu'au lieu-dit Le Virage où se retrouvent beaucoup d'expatriés et de Sénégalais fortunés. Il est situé à l'ouest de village traditionnel de Yoff, et ces deux quartiers sont bordés au sud par l'aéroport Léopold Sédar Senghor.
À l'est des quartiers historiques se situent les quartiers résidentiels côtiers de Djily Mbaye, Yoff BCEAO et Yoff Diamalaye au nord les 2 quartiers de la foire: Nord Foire et Ouest Foire qui font partie aussi de la ville de Yoff.

## Économie

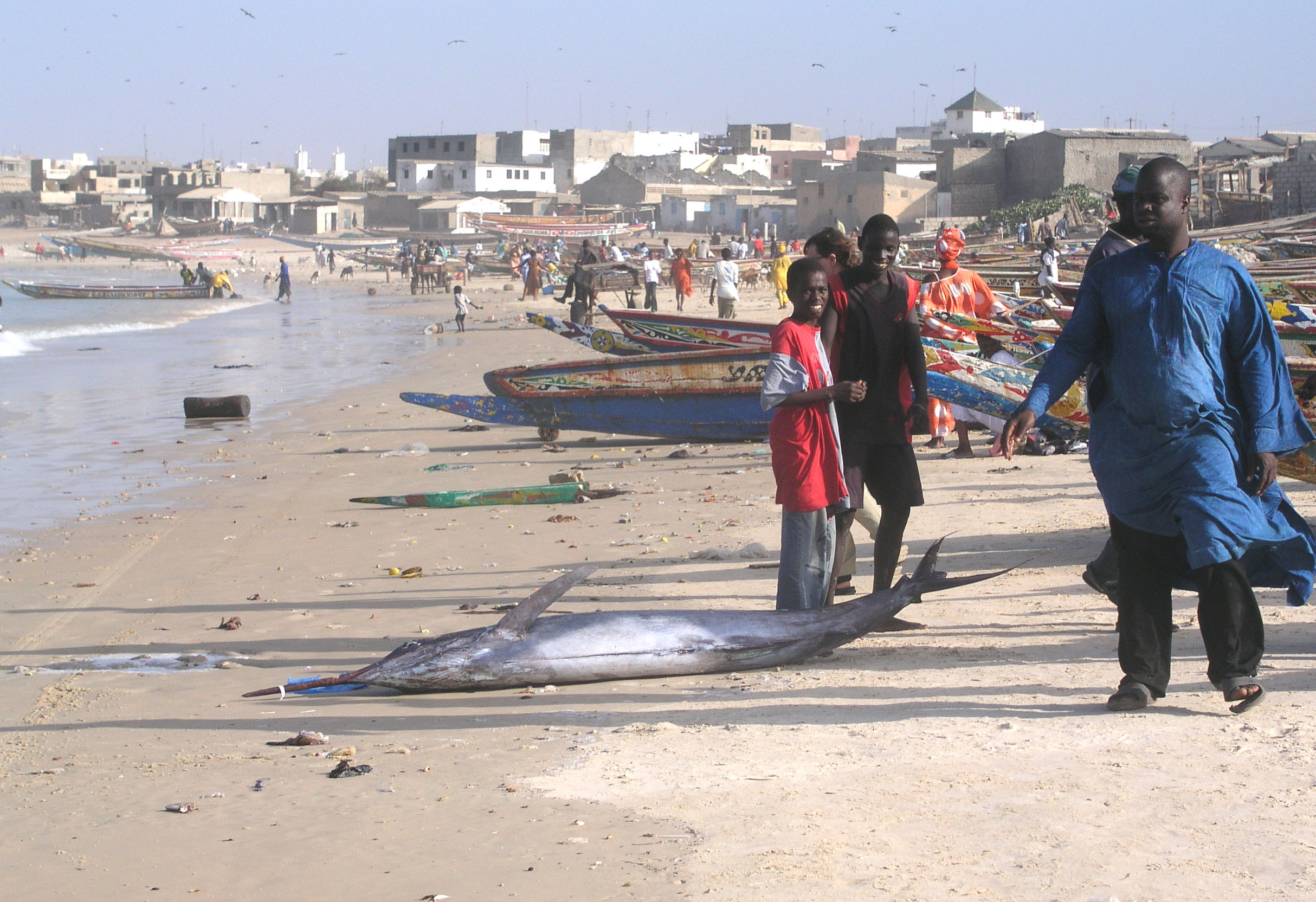
Espadon sur la plage de Yoff

Yoff est l'un des ports de pêche traditionnels les plus importants du Sénégal. La pêche et ses activités annexes constituent la base de l'économie de yoffoise. L'agriculture et l'élevage quant à elles se contentent de subvenir aux besoins propres de la ville.
En deuxième position viennent les activités artisanales de construction (maçonnerie, menuiserie, plomberie, électricité) et autres (couture, mécanique...).
L'administration et les industries ne jouent qu'un rôle minime dans l'activité économique.
Tous les ans l'APECSY (L'Association pour la Promotion économique, culturelle et sociale de Yoff) organise le Festival des peuples de l'eau.
L'Agence sénégalaise de promotion des exportations est implanté à Yoff (Dakar Peytavin) pour favoriser le développement économique des PME sénégalaises à l'International.

## Personnalités nées à Yoff
- Seydina Limamou Laye, le fondateur de la confrérie des Layènes, et son fils Seydina Issa Rohou Lahi sont nés à yoff ;
- EL HADJI ABDOU SECK qui a construit la première école publique de Yoff et qui est le parrain de l'école 4
- El Hadji Talla Diagne, Grand Djaraf, chef du village de Yoff (1945-1975) ;
- Elhadji Doune pathè Ndoye, entrepreneur dans les transports (1927-2016) ;
- Oumar Mbengue, fondateur de la première école privée à Yoff en 1988 (les CPSML): (1950-....)
- Babacar Ndoye, ancien directeur général de la B.I.S banque islamique du Sénégal
- Mamadou Diop, ancien ministre et ancien maire de la ville de Dakar
- Abdoulaye Diouf Sarr, maire de Yoff et actuel ministre de la santé du Sénégal (2020)
- Mamadou Lat Coura Diop Gueye, conseiller juridique DGPU
- Seydina Issa Laye Sambe ( actuel Maire de Yoff )

## Jumelages et partenariats
- France : Lormont
- Maroc : Ifrane

### Filmographie (laisser des commentaires)
- L'Urbanisation dans le village traditionnel de Yoff, film documentaire de 1999